# Conta Vovô
Conta Vovô foi uma série infantil de dois episódios criada pela produtora Intervalo Produções.
Tratava-se de um programa de fantoches aos moldes de programas como Cocoricó e Vila Sésamo focado num avô contando histórias para seus netos. O projeto começou em 2000 como uma proposta para uma série infantil para o até então recém criado site infantil Kadikê. No entanto até 2002 apenas dois episódios foram feitos. Posteriormente os dois episódios foram reutilizados em 2008 para o já extinto portal de vídeos WTN, onde dividia espaço com outras produções do mesmo estúdio como a animação Dogmons! e o seriado Mega Powers!.
Depois do fim do projeto, os personagens continuaram a ser usados pelo estúdio no site Kadikê. Em 2013 os personagens foram reutilizados para um DVD de clipes infantis chamado "Do Ré Mi Fá - Bichos e Bichinhos".

## Personagens
- Pedro - Ele é o mais velho das crianças. Usa óculos, tem um cabelo escuro e é pensativo.
- Paulo - O mais novo dos meninos. É curioso e loiro.
- Avô - É ele que conta historinhas bíblicas aos seus netos Paulo e Pedro.
- Pais - Eles são personagens extras que aparecem apenas no episódio "Adão e Eva", onde por sinal também interpretam os personagens bíblicos.

## Episódios
O seriado é feito com bonecos ventrílucos(ou seja: o Avô, os netos e os pais). As histórias também são feitas por bonecos, mas os cenários onde os bonecos ficam é em 3D para dar a impressão de que ninguém os segura.
O primeiro episódio, baseado na história bíblica Adão e Eva, foi feito em 2000 pela Intervalo Produções (sendo o primeiro projeto do estúdio) e disponibilizado na internet pelo site Kadikê. Um segundo episódio baseado na fábula brasileira "A Festa no Céu" foi feito posteriormente em 2002, porém diferente do anterior passou a usar animação 2D para o segmento da história.
Ambos os episódios foram posteriormente reutilizados pelo estúdio em 2008 para a plataforma infantil WTN Kids (da já extinta WTN) em seu programa "Dogmons Show" para substituir Dogmons! no programa juntamente de Mega Powers!. Tal como as outras produções os episódios foram transmitidos dividido em partes semanalmente. Depois disso, de 2009 em diante assim como os outros projetos do estúdio, Conta Vovô acabou sendo engavetado e nunca mais foi mencionado.

### Elenco
O episódio Adão e Eva não são creditados os dubladores dos fantoches sendo desconhecidas as vozes dos personagens. O episódio A Festa no Céu conta com novas vozes pro avô e os netos.
- Luiz Feier como Apresentador
- Jomeri Pozzoli como Avô
- Iara Riça como Paulo
- Christiane Monteiro como Pedro
- Mauro Ramos como São Pedro
- Ana Lúcia Menezez como Anjinho
- Bárbara Ficher, Vitória Ficher e Mariana Mannarino como outros anjinhos
- Carlos Seidl como Coruja
- Christiano Torreão como Sapo
- Sérgio Cantú como Pato
- Gustavo Nader como Papagaio
- Jorge Eduardo como Pavão
- Jorge Vasconcellos como Leão
- Júlio Chaves como Cascudo
- Maurício Berger como Galo
- Miriam Ficher como Pata